# Bazarella septentrionalis
Bazarella septentrionalis är en tvåvingeart som beskrevs av Wagner 2003. Bazarella septentrionalis ingår i släktet Bazarella och familjen fjärilsmyggor. Inga underarter finns listade i Catalogue of Life.